# SWS-Rundschau
Die SWS-Rundschau ist die älteste sozialwissenschaftliche Fachzeitschrift Österreichs, deren Geschichte sich auf das Jahr 1961 zurückverfolgen lässt. Sie erscheint seit 1987 unter ihrem heutigen Namen und wird vierteljährlich von dem unabhängigen und gemeinnützigen Verein Sozialwissenschaftliche Studiengesellschaft (SWS) in Wien herausgegeben. Sie ist interdisziplinär ausgerichtet und hat die höchste Auflage im deutschsprachigen Raum. Seit 2006 ist sie im Social Sciences Citation Index (SSCI) verzeichnet. Die Zeitschrift versorgt den Dokumentenserver Social Science Open Access Repository (SSOAR).